# 日進市立竹の山小学校
日進市立竹の山小学校（にっしんしりつ たけのやましょうがっこう）は、愛知県日進市竹の山にある公立小学校。

## 概要
- 日進市立日進北中学校との小中併設校（校舎一体型小中併設校）であり、竹の山小学校は日進北中学校と同一の校地にある。
- 校区は岩崎町（石兼の一部、芦廻間の一部、野田、根裏の一部、岩根の一部）、竹の山1-4丁目である。日進北中学校とは併設校であるが、日進北中学校の校区には日進市立香久山小学校校区の一部を含むため、竹の山小学校と日進北中学校の校区は一致しない[1]。

## 沿革
- 2007年（平成19年）3月 - 学区検討委員会により、「香久山小、北小学校の児童数増加への対応として分離校が必要。また、中学校についても新設中学校の建設と新たな学区の設定が必要とする」との意見書が報告される。
- 2008年（平成20年）
  - 2月 - 学区検討委員会により、「新設小学校に中学校を併設することも検討し、必要な規模の用地面積の確保が見込まれる場合は、早急に小中併設校の建設計画を進める必要がある」との意見書が提出される。
  - 5月 - 建設用地が竹の山南部特定土地区画整理地内2号緑地とすることが決定する。小中併設校として必要な規模の用地面積確保され、以降は小中併設校の「竹の山地区新設校」として開校が進められることとなる。
- 2009年（平成21年）3月 - 日進市教育委員会により、「竹の山地区新設校基本構想」が作成される。ここで小中併設校（校舎一体型施設）の構想が決まる。
- 2010年（平成22年）2月 - 広報にっしん2月15日号にて「竹の山地区小中併設校」の特集記事が組まれ、建設場所、通学区域案、開校予定年などが掲載される[2]。
- 2011年（平成23年）
  - 6月28日 - 起工式を行う。
  - 8月 - 校名を募集する。
  - 12月19日 - 校名が「日進市立竹の山小学校」に決定する。
- 2013年（平成25年）
  - 3月24日 - 校舎が完成し、竣工式を行う。
  - 4月1日 - 日進市立香久山小学校、日進市立北小学校から分離し、日進市立竹の山小学校が開校。
- 2022年（令和04年）　
  - 4月25日 - 10周年を記念し、航空写真を撮影する。

## 交通アクセス
- 名鉄バス岩藤線「椙山女学園日進」バス停より徒歩約5分。

名古屋市営地下鉄東山線星ヶ丘駅より【70系統】「藤が丘」行、【71系統】「岩根」行。
- 名鉄バス日進中央線「愛知淑徳大学南」バス停より徒歩約7分。

名古屋市営地下鉄鶴舞線・名鉄豊田線赤池駅より【80系統】「長久手古戦場駅」行。
愛知高速交通東部丘陵線（リニモ）長久手古戦場駅より【80系統】「赤池駅」行。
- 名古屋市営バス幹本郷1号系統「猪高緑地」バス停より徒歩約10分。

名古屋市営地下鉄東山線本郷駅より【幹本郷1号系統】「猪高緑地」行。

## 周辺施設
- 椙山女学園大学日進キャンパス
- 愛知淑徳大学長久手キャンパス
- 名古屋学芸大学
- 愛知学院大学日進キャンパス
- 名古屋市立名東高等学校
- 日進市立日進北中学校（併設校）
- 日進市立北小学校
- 日進市立香久山小学校
- 長久手市立南中学校
- 長久手市立市が洞小学校
- 名古屋市立極楽小学校
- 岩崎城址公園
- 弁天池
- 猪高緑地[注釈 1]
- 東名高速道路・名古屋瀬戸道路日進JCT